# مجموعة ال 15

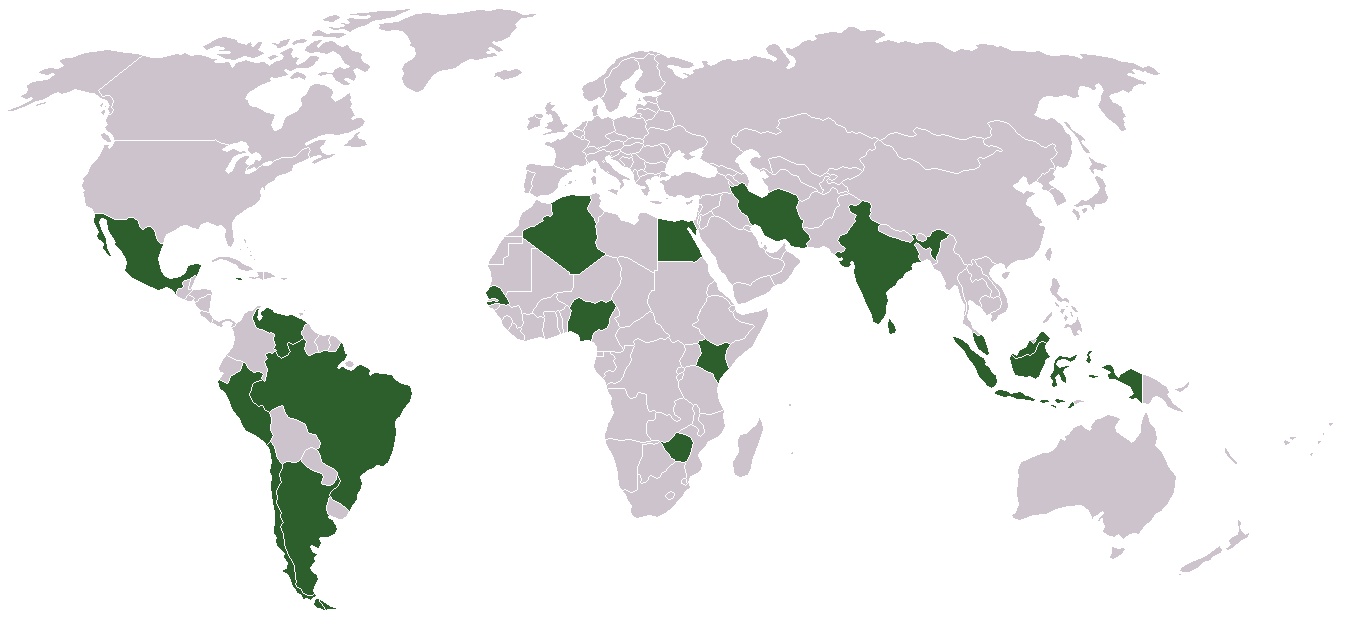
دول محموعة ال15

مجموعة ال١٥ (بالإنجليزية: Group of 15) منتدى دولي غير رسمي نشأ تحت مظلة القمة التاسعة لحركة عدم الانحياز في بلجراد، يوغوسلافيا، في سبتمبر / أيلول ١٩٨٩.

## التأسيس
تم تأسيس المنتدى لتحقيق التعاون، ولدعم منظمات دولية أخرى مثل منظمة التجارة العالمية، ومجموعة الثماني الصناعية الكبرى. تضم المنظمة دولاً من أفريقيا، وآسيا، وأمريكا الشمالية، وأمريكا الجنوبية. يعمل المنتدى على زيادة التعاون بين الدول النامية في مجال الاستثمار، والتجارة، والتقنية. توسع المنتدى ليضم ١٨ دولة، لكن الاسم بقي دون تغيير.

## الدول الأعضاء
دول مجموعة ال١٥ مرتبة حسب القارات:
أمريكا الشمالية
- المكسيك

أمريكا الجنوبية
- الأرجنتين
البرازيل
تشيلي
فنزويلا

أفريقيا
- الجزائر
مصر
كينيا
نيجيريا
السنغال

آسيا
- إيران
ماليزيا
سريلانكا

## مؤتمرات القمة لمجموعة الـ١٥
- القمة الثالثة عشرة : 14 سبتمبر 2006، هافانا، كوبا
- القمة الثانية عشرة: 27-28 فبراير 2004، كراكاس، فنزويلا
- القمة الحادية عشرة : 30-31 مايو 2001، جاكرتا، إندونيسيا
- القمة العاشرة : 19-20 يونيو 2000، القاهرة، مصر
- القمة التاسعة : 10-12 فبراير 1999، مونتيغو باي، جامايكا
- القمة الثامنة : 11-13 مايو 1998، القاهرة، مصر
- القمة السابعة : 28 أكتوبر—5 نوفمبر 1997، كوالالمبور، ماليزيا
- القمة السادسة : 3-5 نوفمبر 1996، هراري، زيمبابوي
- القمة الخامسة : 5-7 نوفمبر 1995، بوينس آيرس، الأرجنتين
- القمة الرابعة : 28-30 مارس 1994 ، نيودلهي، الهند
- القمة الثالثة : 21-23 نوفمبر 1992 ، داكار، السنغال
- القمة الثانية : 27-29 نوفمبر 1991، كراكاس، فنزويلا
- أول مؤتمر القمة : 1-3 يونيو 1990، كوالالمبور، ماليزيا

## وصلات خارجية
- موقع مجموعة ال15 نسخة محفوظة 12 سبتمبر 2017 على موقع واي باك مشين.